# Pablo Solano Puerto
Pablo Solano Puerto (Bogotá, 29 de junio de 1928-Paipa, Boyacá, 23 de julio de 2013) fue un reconocido pintor y arquitecto colombiano, hijo del diplomático colombiano Armando Solano y Teresa Puerto. 

## Biografía
A finales de la década de 1930, estudió su primaria en Santiago de Chile, y luego, hasta 1947, estudió en el Gimnasio Moderno de Bogotá, en donde se graduó de bachiller.
Hizo algunos semestres de Arquitectura en la Universidad Nacional de Colombia en Bogotá y, en 1948, luego de El Bogotazo, viajó a París (Francia) en donde estudió en el Taller del arquitecto Le Corbusier en compañía de los colombianos Rogelio Salmona y Germán Samper.
Luego de un corto tiempo en el Taller de Le Corbusier, hizo sus primeros estudios de arte en la Academia Lhote y en la Academia Julián. En la década de 1950, por impulso del crítico de arte alemán Willy Grohmann, conoció a los artistas del grupo informalista español El Paso, vivió y trabajó en el taller parisino de Isamu Noguchi, conoció al artista Joan Miró en Mallorca y tuvo varias exposiciones individuales y colectivas en España, Francia, Bélgica, Suiza, Dinamarca y Alemania. 
En 1957 hizo su primera exposición individual, bajo el patrocinio de la Galería Internacional de Arte Contemporáneo, en Bruselas. En 1960 participó en la exposición internacional de Aschaffenburg en Alemania. 
En 1962 regresó a Colombia y se estableció en el municipio de Paipa (Boyacá), en donde continuó su ejercicio como dibujante, escribió cuatro libros sobre la artesanía en Colombia, investigó sobre el arte popular de la región de Boyacá, etcétera. Recorrió el país registrando la actividad artesanal de indígenas y campesinos.
En 1965, tuvo su primera exposición individual en Colombia: una muestra curada por la crítica de arte colombo-argentina Marta Traba en el Museo de Arte Moderno de Bogotá.
En las décadas de 1960 y 1970, algunas de sus obras pertenecieron a las colecciones particulares del profesor Henri Laugier, del Barón Ellie de Rotschild y de Madame Cuttoli.

## Exposiciones recientes
- Museo de Artes Visuales (MAV), Universidad de Bogotá Jorge Tadeo Lozano: 30 de julio - 3 de septiembre de 2009.